# Timgad
Timgad (anomenada Thamugas o Thamugaudi en amazic antic) fou una colònia romana de la serralada de l'Aurès, a Algèria, fundada per l'emperador Trajà cap a l'any 100 dC. Avui dia forma part del municipi homònim, dins la wilaya de Batna, ciutat situada 35 km a l'est del jaciment. El nom oficial de la ciutat fou Colonia Marciana Ulpia Trajana Thamugaudi. Aquests apel·latius són en honor de la seva mare Màrcia, el seu pare Marc Ulpi Trajà i la seva germana gran, Ulpia Marciana. Construïda amb els seus temples, termes, el seu fòrum i un gran teatre, si bé en el moment fundacional la ciutat tenia 12 hectàrees, va acabar per ocupar-ne una cinquantena. Les seves ruïnes són un dels millors exemples coneguts de model reticular en la planificació urbanística romana. El seu excepcional estat de conservació, resultat d'haver estat coberta per la sorra del desert durant segles, va propiciar que fos declarada Patrimoni de la Humanitat per la UNESCO l'any 1982.

## Història
La ciutat fou fundada ex novo com a colònia militar per l'emperador Trajà al voltant de l'any 100 dC. La intenció era que fos, en primer lloc, un bastió contra els amazics de la serralada de l'Aurès. Originàriament, fou poblada en gran part per veterans militars que havien lluitat a les guerres partes, a qui es garantiren terres en compensació pels anys de servei. La ciutat va gaudir de pau durant el seu primer segle de vida. El 111 d.C. es construí una biblioteca, anomenada actualment Biblioteca de Timgad.
Al s. III dC, té una activa comunitat cristiana, i és un centre donatista al segle iv.
La instal·lació del Regne Vàndal a l'Àfrica a partir de l'any 429 dC, fou el punt de partida d'una sèrie d'enfrontaments que determinaren la fi de Timgad. Sens dubte, els vàndals varen ocupar ràpidament l'Aurès i sembla que Genseric es volgué reservar la regió. Tot i això, l'ocupació fou de curta durada. La regió de l'Aurès fou atacada pels mauri, que varen prendre possessió de la serralada a tot tardar l'any 484 dC: Timgad fou presa i evacuada per tal que cap enemic s'hi pogués instal·lar. La reconquesta del mauri es feu en detriment dels habitants de la ciutat i dels libis romanitzats de la serralada. Tot i això, no cal pas imaginar-se una destrucció total de la ciutat i el cessament de tota activitat: les muralles foren arrasades i els habitants deportats, segons Procopi de Cesarea, però l'arqueologia documenta una continuïtat en les activitats agrícoles i que “a la mateixa ciutat subsistí una vida precària”.
La conquesta romana d'Orient, a partir del 533, canvià de nou la situació de la regió. Els generals de Justinià I que emprengueren la conquesta de l'Àfrica, van haver de vèncer primer els vàndals i després els mauri revoltats, concretament Iabdas, el cap dels mauri de l'Aurès. Fou el patrici Solomó l'encarregat de dirigir la campanya contra ell, campanya que en part es coneix gràcies a Procopi de Cesarea. La regió de Timgad, que Procopi descriu com una ciutat destruïda, sembla que fou la base d'aquesta campanya. De tota manera, no és fins després de finalitzada la seva campanya, l'any 539, que Solomó deixà traces visibles de la seva presència, ja que feu construir el fort romà d'Orient que encara avui dia és visible en el jaciment.
Aquesta potent fortalesa era part d'una operació de fortificació més àmplia per tal de protegir la regió contra un nou atac dels mauri. En efecte, Procopi relata que, a part de Timgad, altres quatre ciutats de la regió foren fortificades. La gran quantitat d'inscripcions llatines que foren retirades del fòrum per ser utilitzades de material constructiu a la fortalesa és un símptoma que l'època d'esplendor de la ciutat ja formava part del passat i que, a partir d'aquell moment, l'únic que realment comptava era la fortalesa. És sota els seus murs que es reorganitzà la vida urbana. Més enllà del relat de Procopi, que podria contenir alguns tòpics i exageracions, sembla que el territori de la ciutat en tot moment estigué cultivat durant aquesta època.
Hi ha molt poques fonts de la història de la regió per a l'etapa immediatament posterior, i per tant, el final de la presència romana d'Orient és difícil de precisar. A la regió, es manté una certa vida i és ben visible la presència d'un cristianisme dinàmic i organitzat. A la regió de Batna, es consagren unes relíquies vers el 581 i l'any 645 es dedica una capella a Timgad. No sembla que la ciutat s'abandonés immediatament, però no es pot escriure la història del seu abandonament total a falta de fonts escrites o arqueològiques, i és impossible descriure la situació de Timgad després de la conquesta musulmana del Magrib.